# ويليام هنري فيتون

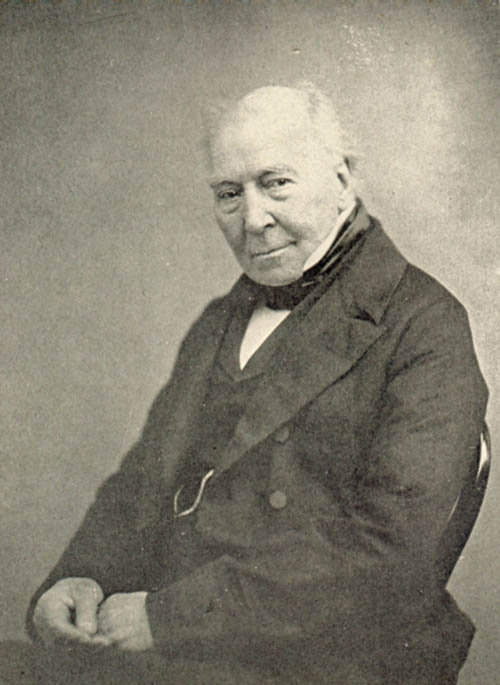
ويليام هنري فيتون عام 1860م.

ويليام هنري فيتون (بالإنجليزية: William Henry Fitton)، هو فيزيائي إيرلندي وهاوي لعلم الأرض (24 يناير، 1780م - 13 مايو، 1861م).

## حياته
وُلد فيتون في دبلن وتعلم في كلية الثالوث. مُنح منحة دراسية في عام 1798م، وتخرّج في السنة بعدها. وفي الوقت ذاته بدأ بالاهتمام بالجيولوجيا فشكّل مجموعة من المستحثات. وباتخاذه تخصص الطب فقد أكمل في عام 1808م إلى إدنبرة، حيث حضر محاضرات روبرت جيمسون، ومنذ ذلك الوقت كان شغفه بالتاريخ الطبيعي وخصوصاً علم الأرض الذي ازداد شغفه به أكثر مع مرور الوقت. انتقل إلى لندن عام 1809م، حيث درس الطب والكيمياء. في عام 1811م قدّم لجمعية لندن لعلم الأرض وصفاً عن التركيب الأرضي لمنطقة قرب دبلن، مع عدد من المعادن النادرة المتواجدة في إيرلندا. أخذ ممارسة للطب في نورثامبتون عام 1812م، وأخذ في بعض السنوات بالانهماك في مهمات تخصصه. حصل على الدكتوراه في الطب من كامبريدج عام 1816م.
استقر فيتون في لندن عام 1820م بعد زواجه، وكرّس نفسه لدراسة علم الأرض. وأصدر كتاباً يحتوي على سلسلة من بحوثاته في فترة 1824م حتى 1836م بعنوان ملاحظات على بعض الطبقات الجيرية وصخور إكسفورد الكلسية جنوب شرق إنجلترا. كما كتب مذكراته المعروفة باسم مذكرات فيتون عن ما تحت طبقات الأرض. انتخب فيتون كعضو في الجمعية الملكية عام 1815م، وقد كان رئيس جمعية لندن لعلوم الأرض في فترة ما بين عامي 1827-1829م، والذي ساهم فيها بعدد من المنشورات البحثية. وأصبح منزله لاحقاً مكان تجمع العلماء، وفي فترة رئاسته كان يقيم ملتقىً بحثيّاً كل يوم أحد لجميع أعضاء جمعية علم الأرض. كما كتب مذكرات عن مسيرة علم الأرض في إنجلترا لمجلات الفلسفة في فترة 1832-1833م. كُرّم بميدالية ولاستون من قبل جمعية علم الأرض في عام 1852م. وهذه الميدالية حاليّاً واحدة من مجموعات متحف علوم الأرض بجامعة ترنيتي، دبلن. في حوالي عام 1825م، وبحسب سيرة تشارلز بابيج، فإن فيتون اخترع القرص المتقلب، والذي سُوق له الدكتور جون أيرتون باريس تجارياً لاحقاً الذي غالباً ما يُنسب اختراع القرص المتقلب إليه. توفي فيتون في لندن.

## وصلات خارجية
```
*
 Works written by or about 
ويليام هنري فيتون
 at 
ويكي مصدر
```